# 影石科技
影石科技，全名影石创新科技股份有限公司（上交所：688775，简称：影石创新），又稱Insta360影石，或Insta360，是中华人民共和国一家銷售攝、錄用器材與配件的企業，以生产、研发全景相机为主，兼顾运动相机的科技廠商。该公司总部位于广东省深圳市，在深圳、香港、洛杉矶、东京、柏林有設計办公室。

## 历史

### 校园创业
在南京大学学习期间，刘靖康与其他的联合创始人相识，期间他们曾尝试在校园创业，建立了一个服务校园的微信公众号，学生可以在其中查询通过网络爬虫技术获取的考试成绩，公众号甚至模仿马克·扎克伯格在大学创建的“Facemash”，提供了查询校花的功能。同时他们尝试在直播领域创业，建立了一个称作“名校直播”的直播大学课程与讲座的网站，不过由于当时在线直播领域创业者非常多，且自称遭到“来源于客户们的‘嫌弃’”：由于传统直播视角存在天然的局限性，实际的直播服务出现了一些问题，比如摄影师选取的视角与客户喜欢的视角难以达成一致，创业团队在2014年8月开始放弃直播，转型研发全景相机。

### 公司成立后
早期的报道称Insta360创建于2014年7月，不过工商注册信息与Insta360网站的介绍页显示，公司的创始时间为2015年7月。
在2016年两会期间，媒体记者曾使用Insta360的4Kbeta全景相机直播了部分内容。
2016年4月，获得迅雷、IDG资本等B轮亿元及以上人民币的投资。2019年3月，获得C+轮亿元及以上人民币投资。2020年4月，获得基石资本等D轮数千万美元投资。
据Greenlight Insights统计，2019年，Insta360在全球全景相机市场占有率达到33%，第二则是占有率为28%的理光。
2020年11月，有媒体发现影石创新准备在上交所科创板上市。最终，公司于2025年6月11日上市。

## 产品

### 消费级产品
| 产品名称                  | 发布年份 | 镜头设计构成   | 镜头数 | 照片分辨率  | 视频支持 | 视频规格                                        | 尺寸规格(宽高厚,mm)                                                                            | 重量(g)                   | 备注                                                                                                |
| ------------------------- | -------- | -------------- | ------ | ----------- | -------- | ----------------------------------------------- | ---------------------------------------------------------------------------------------------- | ------------------------- | --------------------------------------------------------------------------------------------------- |
| Insta360 4K               | 2015     | 错位双鱼眼镜头 | 2      | 12mp        | 是       | 4096x2048@25fps                                 | 74.5x158x48                                                                                    | 445                       | Insta360推出的第一款产品。                                                                          |
| Insta360 Nano             | 2016     | 错位双鱼眼镜头 | 2      | 3040x1520   | 是       | ?                                               | 33x110x21                                                                                      | 70±5                      | 具Lightning接口，可独立使用                                                                         |
| Insta360 Air              | 2017     | 对称双鱼眼镜头 | 2      | 3008x1504   | 是       | 2560x1280@30fps                                 | Φ37.6                                                                                          | 26.5                      | 球形机身；需配合安卓手机，无法独立使用                                                              |
| Insta360 One              | 2017     | 错位双鱼眼镜头 | 2      | 6912x3456   | 是       | 3840x1920@30fps 2560x1280@60fps 2048x512@120fps | 36.5x96x35.34                                                                                  | 82                        | 以子弹时间为卖点，由高帧率与软件追踪实现，需在APP中后制                                             |
| Insta360 Nano S           | 2018     | 错位双鱼眼镜头 | 2      | 6272x3136   | 是       | 3840x1920@30fps                                 | 110x33x21                                                                                      | 66                        | |
| Insta360 ONE X            | 2018     | 对称双鱼眼镜头 | 2      | 6080 x 3040 | 是       | 5760*2880@30fps                                 | 115x48x28                                                                                      | 115                       | 有OLED屏幕显示参数，但是不能预览拍摄画面； 另有参数完全相同的行业版上市发售面向地产中介等企业用户。 |
| Insta360 EVO              | 2019     | -              | 2      | ？          | 是       | 5760×2880@30fps                                 | 98.4×49×26.27(展开) 50.3×49×52.54(折叠)                                                        | 113                       | 折叠时可拍摄全天球影像，展开时可拍摄3D影像。                                                        |
| Insta360 GO               | 2019     | 单镜头         | 1      | 2560×2560   | 是       | 2720×2720@25fps                                 | 49.4×21.4×14.85                                                                                | 18.3                      | 非常小，不支持存储卡。                                                                              |
| Insta360 ONE R 双镜头版本 | 2020     | 对称双鱼眼镜头 | 2      | 6080 x 3040 | 是       | 5760x2880@30fps                                 | 72 x 48 x 43                                                                                   | 130.5                     | 模块化设计，同时购买其他镜头模块的用户可以组装成其他版本。                                          |
| Insta360 ONE R 一英寸版本 | 2020     | 单镜头         | 1      | 5312×3552   | 是       | 5312×2988@30fps                                 | 78.7×53.8×47.2                                                                                 | 158.2                     | 模块化设计，镜头与徕卡相机联合设计。                                                                |
| Insta360 ONE X2           | 2020     | 对称双鱼眼镜头 | 2      | 6080 x 3040 | 是       | 360°全景 5.7K@30fps 广角防抖 1440P@50fps        | 46.2 x 113.0 x 29.8                                                                            | 149                       | 相比于上一代提供了可触摸彩屏；防水； 另有“鸣人版”“佐助版”火影忍者联名款上市发售。                   |
| Insta360 GO 2             | 2021     | 单镜头         | 1      | 2560x2560   | 是       | 2560x1440@50fps                                 | 相机：52.9mm×23.6mm×20.7mm 充电盒打开：132.5mm×26.0mm×26.6mm 充电盒合上：68.1mm×48.54mm×26.5mm | 相机：26.5g 充电盒：63.5g | 相比上一代, GO 2最高可导出1440P@50fps的视频，搭配充电仓续航可达150分钟，裸机4米防水                 |

穿越机等联名产品以及第三方产品不在此列。

### 商用专业级产品
| 产品名称       | 发布年份 | 镜头设计构成        | 镜头数 | 照片分辨率   | 视频支持 | 视频规格                                                 | 尺寸规格(宽高厚,mm) | 重量(g) | 备注                                                                                |
| -------------- | -------- | ------------------- | ------ | ------------ | -------- | -------------------------------------------------------- | ------------------- | ------- | ----------------------------------------------------------------------------------- |
| Insta360 Pro   | 2017     | 6枚鱼眼镜头水平布置 | 6      | 7680x3840    | 是       | 后制 7680x3840@30fps 机内直出 3840x1920@30fps            | Φ143                | 1228    | 球形机身；定位为专业机型，面向商业应用                                              |
| Insta360 Pro 2 | 2018     | 6枚鱼眼镜头水平布置 | 6      | 7680x3840    | 是       | 后期拼接 7680x3840@30fps HDR 实时拼接 3840x1920@30fps    | Φ143                | 约1550  | 球形机身；定位为专业机型，面向商业应用                                              |
| Insta360 TITAN | 2019     | 8枚鱼眼镜头水平布置 | 8      | 10560 x 5280 | 是       | 后期拼接 10560 x 5280 @30fps 实时拼接 3840 x 3840 @30fps | Φ228                | 5.5kg   | 球形机身；定位为专业机型，面向商业应用。 铝合金机身，M4/3传感器，低照度画面表现好。 |

另外，Insta360在消费产品的基础上推出了面向房产中介的Insta360 ONE R VR房产套餐与Insta360 ONE X 房产套餐。

### 增值服务
- Insta360 Care：购买后一年内对非人为损坏免费维修一次，类似于Apple Care与DJI Care的消费者产品维保服务[42]。
- Insta360 全景8K直播方案：购买后可永久使用，只能绑定1台相机和1个账号。配套软件需要与 Insta360 Pro 2 或 Insta360 Titan 配合使用[43]。

## 技术

### FlowState
FlowState是Insta360于2018年3月推出的电子图像稳定技术。此功能最早应用于Insta360 ONE，之后逐渐应用于ONE X、Pro 2等其他产品。

### insv封装格式
*.insv是Insta360相机录制视频的一个视频文件封装格式。Insta360影石表示，如果对稳定性要求较高，或者在后期处理时更灵活，建议使用此文件格式。Insta360的相机也可以输出更常见的MP4格式视频，不过录制选项没有前者灵活。Insta360影石并没有解释具体原因。用户可以使用Insta360  STUDIO在电脑端转换文件格式，或者使用STUDIO附带的后期软件插件直接在Adobe Premiere Pro或者Final Cut Pro剪辑。有网民发现，使用其他软件剪辑视频则只能从insv转换到mp4，且此格式存储的视频不能在相机上回放。

## 合作

### 谷歌地图街景
2017年10月，Google将Insta360 Pro全景相机认证为“街景视图自动就绪”（英語：Street View auto ready），这意味着它可以在安装在行驶中的车辆上，捕获360度的全景照片，拍摄的照片可以提交到Google的街景平台。

### 与华为合作
2017年2月，华为对外宣布推出荣耀VR全景相机，提供3K照片与全景视频直播功能。此相机是Insta360代为生产的联名产品，实际上是换了壳的Insta360 Air。

### 与徕卡合作

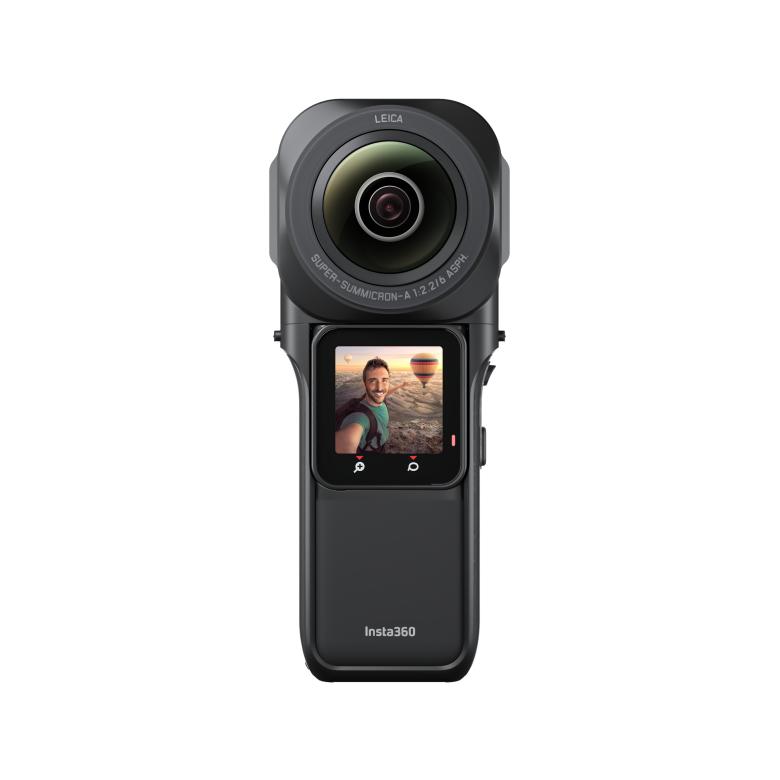
与萊卡相機联合设计的Insta360 ONE RS 1英寸360

2020年1月，Insta360宣布与德国相机制造商徕卡相机建立战略合作伙伴关系。 Insta360 ONE R 1英寸版由Insta360与徕卡联合设计。

### 穿越机配套产品
Insta360与部分生产穿越机配件的企业合作，推出了联名款穿越机与专用相机。

### 发射卫星拍摄地球
影石科技与bilibili视频创作者“影视飓风”合作，由后者开展征集个人留言活动，前者提供改装过的Insta360广角相机作为拍摄装备，两组共同购得一颗卫星，通过长征二号丁运载火箭在2023年1月15日将设备发射到太空，通过广角相机拍摄地球全景并同窗展示之前收集到的留言。